# バレンティン・グレコフ
バレンティン・グレコフ（Valentin Grekov　1976年4月18日- ）はウクライナのドニプロ出身の柔道選手。階級は90kg級。身長183cm。

## 人物
1999年のロシア国際81kg級で優勝した。その後階級を90kg級に上げると、2002年からヨーロッパ選手権を2連覇した。2004年のアテネオリンピックでは2回戦でアルゼンチンの選手に敗れた。2007年のヨーロッパ選手権では3度目の優勝を果たした。2008年の北京オリンピックでは初戦でベネズエラの選手に敗れた。2010年の世界選手権では5位、2011年の世界選手権では7位になるも、2012年のロンドンオリンピックには出場できなかった。2013年のグランドスラム・バクーでは2位となり、グランドスラム大会史上最年長となる37歳30日でメダルを獲得した。

## 主な戦績
- 1999年 - ロシア国際　優勝(81kg級)
- 2001年 - ドイツ国際　3位
- 2002年 - ロシア国際　優勝
- 2002年 - ヨーロッパ選手権　優勝
- 2002年 - グランプリ・モスクワ　3位
- 2002年 - ワールドマスターズ・ブカレスト　3位
- 2003年 - ハンガリー国際　優勝
- 2003年 - ヨーロッパ選手権　優勝
- 2004年 - ヨーロッパ選手権　3位
- 2005年 - エストニア国際　優勝
- 2007年 - ヨーロッパ選手権　優勝
- 2008年 - ドイツ国際　3位
- 2009年 - グランプリ・チュニス　2位
- 2010年 - 世界選手権　5位
- 2011年 - 世界選手権　7位
- 2013年 - グランドスラム・バクー　2位

(出典、JudoInside.com)。